# Hela Kunda Forest Park
Der Hela Kunda Forest Park (andere Schreibweise Helakunda Forest Park) ist ein Waldgebiet im westafrikanischen Staat Gambia.

## Topographie
Das 101 Hektar große Waldgebiet liegt in der Upper River Region im Distrikt Fulladu East und wurde wie die anderen Forest Parks in Gambia zum 1. Januar 1954 eingerichtet. Es liegt auf der nördlichen Seite der South Bank Road, Gambias wichtigster Fernstraße, rund 15 Kilometer westlich von dem nächsten größeren Ort Basse Santa Su entfernt. In der Nähe befindet sich der Sibi Kuroto Forest Park.